# Bílý Kámen
Bílý Kámen (en allemand : Weißenstein) est une commune du district de Jihlava, dans la région de Vysočina, en Tchéquie. Sa population s'élevait à 300 habitants en 2024.

## Géographie
Bílý Kámen se trouve à 8 km au nord-ouest de Jihlava et à 105 km au sud-est de Prague.
La commune est limitée par Větrný Jeníkov et Smrčná au nord, par Hybrálec à l'est, par Plandry au sud, et par Vyskytná nad Jihlavou au sud-ouest et à l'ouest.

## Histoire
La première mention écrite de la localité date de 1359.

## Transports
Par la route, Bílý Kámen se trouve à 8,5 km de Jihlava et à 123 km de Prague.